# Молдова-1

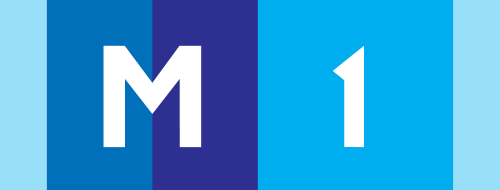
2010-2016.

«Молдова-1» (TV Moldova 1) є єдиним державним телеканалом наземного мовлення в Молдові. Він розпочав мовлення 30 квітня 1958 року в 19:00. Роботи для установки антени ефірного мовлення почалися в вересні 1957 року і були завершені три місяці по тому. Кишинівська телевізійна вежа має висоту 196 метрів.
За радянських часів молдавська телестудія готувала цикли передач «Молдова Советіке», «Комуніст і п'ятирічка», «Продовольча програма - справа всіх і кожного», «Об'єктам охорони здоров'я - повсякденне увагу», «Наші знання - сила і зброя», «У праці прекрасний людина»; юнацькі цикли «Молодіжна хвиля»,«На лінійку», «Зустріч з професією»; дитячі передачі «Мультлото», «Світлофор», «У нас в гостях журнал "Стелуца"», «Світ очима дітей»; науково-пізнавальні передачі «Сучасна наука», «Педагогічний екран», «Розповіді про професії», «Здоров'я»; літературно-драматичні та музичні програми «Письменник, книга, читач», «Художник і час», «Поезія», «Світ мистецтв», «Театр мініатюр», «Майстри сцени», «Зустріч з музикою», «Музична вітрина».